# 46737 Anpanman
46737 Anpanman este un asteroid din centura principală de asteroizi.

## Descriere
46737 Anpanman este un asteroid din centura principală de asteroizi. A fost descoperit pe 1 noiembrie 1997 la Kuma Kogen de Akimasa Nakamura. Asteroidul prezintă o orbită caracterizată de o semiaxă mare de 3,16 ua, o excentricitate de 0,13 și o înclinație de 2,2° în raport cu ecliptica.